# خوسيه ماريا غونزاليس سانتوس
خوسيه ماريا غونزاليس سانتوس هو ناشط ونقابي وسياسي إسباني، ولد في 22 سبتمبر 1975 في روتردام في هولندا. نشط حزبياً في Adelante Andalucía (2018) ‏. في 2015 Cádiz City Council election ‏، انتخب  (13 يونيو 2015 – ) وانتخب عمدة قادس ‏ (13 يونيو 2015 – ).